# Liste von Persönlichkeiten der Gemeinde Middelburg
Die folgende Liste enthält in Middelburg in der niederländischen Provinz Zeeland geborene sowie mit der Gemeinde verbundene Persönlichkeiten. Die Liste erhebt keinen Anspruch auf Vollständigkeit.

## Söhne und Töchter der Gemeinde

### Bis 1700
- Paul von Middelburg (1445–1534), Gelehrter und römisch-katholischer Bischof von Fossombrone
- Hugo Favoli (1523–1585), Arzt und Humanist
- Johan van Rijswijck (≈1550–1612), Festungsbaumeister
- Theobaldus van Hoghelande (≈1560–1608), Alchemist
- Crispin de Passe der Ältere (1564–1637), Kupferstecher (aus Arnemuiden)
- Apollonius Schotte (v. 1570 – 1613), Kapitän der Niederländischen Ostindien-Kompanie
- Adriaen Valéry (1570/75–1625), Dichter und Sammler von Geusenliedern
- Elisabeth von Oranien-Nassau (1577–1642), Herzogin von Bouillon und Regentin des unabhängigen Fürstentums Sedan
- Johannes Barra (1581–1634), Kupferstecher, Maler und Glasmaler
- Johan de Knuyt (1587–1654), Gesandter der Provinz Zeeland bei den Westfälischen Friedensverhandlungen
- Isaac Beeckman (1588–1637), Philosoph und Wissenschaftler
- Johan de Brune (1588–1658), Staatsmann und Schriftsteller
- Willem Boreel (1591–1668), Politiker, Diplomat und Advokat
- Balthasar van der Ast (1593/94–1657), Maler von Stillleben
- Pieter Nuyts (1598–1655), Entdecker und Gouverneur von Niederländisch-Formosa
- Pieter van Abeele (1608–1684), Stempelschneider
- Philips Angel (1616–1683), Stillleben-Maler
- Johannes Goedaert (1617–1668), Entomologe, Maler und Illustrator von Insekten
- Daniel Six (1620–1674), Kaufmann der Niederländischen Ostindien-Kompanie (VOC)
- Jan van Vliet (1622–1666), Pionier der germanischen Philologie (lateinisch: Janus Ulitius)
- Ariana Nozeman, geb. Ariana van den Bergh (1626/28–1661), erste Berufsschauspielerin in den Niederlanden
- Pieter Borselaer (≈1640 – n. 1717), Porträtmaler, der hauptsächlich in Großbritannien tätig war
- Melchior Leydecker (1642–1721), reformierter Theologe
- Pieter Bustijn (1649–1729), Komponist und Organist
- Steven Blankaart (1650–1704), Mediziner, Chemiker und Entomologe
- Daniel Horthemels (v. 1655 – 1691), Buchhändler und Verleger in Paris
- Jakob Roggeveen (1659–1729), Seefahrer und Forschungsreisender, entdeckte die Osterinsel für Europa
- Johannes d’Outrein (1662–1722), Prediger, Schriftsteller und Verfasser evangelischer theologischer Werke
- Cornelis van Bynkershoek (1673–1743), Jurist der eleganten Schule in den Niederlanden
- Johannes Horthemels (1698–1776), Philosoph und reformierter Theologe

### 1701 bis 1900
- Aegidius Gillissen (1712–1800), reformierter Theologe
- Dionysius van de Wijnpersse (1724–1808), reformierter Theologe und Philosoph
- Pieter Boddaert (1730–1795), Physiologe, Arzt, Zoologe, Ornithologe und Naturforscher
- Petrus Abresch (1736–1812), reformierter Theologe
- Johan Adriaan van de Perre (1738–1790),[1] Naturwissenschaftler und Gründer der „Middelbursch Natuurkunde Genootschap“[2]
- Johan Splinter Stavorinus (1739–1788), Kapitän und Ostindienfahrer
- Martinus Slabber (1740–1835), Verwaltungsbeamter, Naturforscher und Zoologe
- Jan Frederik Schierecke (≈1752–1801), Zeichner, Maler und Zeichenlehrer
- Jean Henry Appelius (1767–1828), Politiker
- Pieter Gaal (1770–1819), Kunstmaler
- Johannes Cornelis Haccou (1798–1839), Maler
- Barend Cornelis Koekkoek (1803–1862), Kunstmaler
- Marinus Adrianus Koekkoek der Ältere (1807–1868), Landschafts- und Marinemaler
- Johannes Koekkoek (1811–1831), Landschafts- und Marinemaler sowie Lithograf
- Hermanus Koekkoek der Ältere (1815–1882), Landschafts- und Marinemaler
- Jan Adrianus Herklots (1820–1872), Zoologe
- Suzanna Sablairolles (1829–1867), Schauspielerin
- Samuel Cramer (1842–1913), Theologe und Hochschullehrer
- Anna Adelaïde Abrahams (1849–1930), Malerin
- Johannes Govertus de Man (1850–1930), Biologe
- Herman Johannes van der Weele (1852–1930), Tiermaler, Zeichner, Grafiker und Radierer
- Jacob Huijbrecht Hollestelle (1858–1920), Landschafts- und Marinemaler
- Jacobus Marinus Janse (1860–1938), Biologe
- Suze Fokker (1864–1900), Malerin und Zeichnerin
- Lide Doorman (1872–1954), Malerin
- Karel Johannes Frederiks (1881–1961), Jurist und amtlicher Staatssekretär
- Adriaan Hendrik van der Weel (1895–1976), Romanist

### Ab 1901
- Estanislau Arnoldo Van Melis (1911–1998), katholischer Bischof von São Luís de Montes Belos in Brasilien
- Etty Hillesum (1914–1943), Lehrerin und Autorin; Holocaust-Opfer
- Hein van de Poel (1915–1993), Politiker (KVP), Staatssekretär und Bürgermeister
- Dany Tuijnman (1915–1992), Chemiker und Politiker (VVD)
- Henri Arnoldus (1919–2002), Lehrer und Kinderbuchautor
- Johannes van Damme (1935–1994), Geschäftsmann; in Singapur wegen Drogenvergehen hingerichtet
- Irma Heeren (* 1967), Duathletin und Triathletin
- Bernd Wallet (* 1971), Erzbischof von Utrecht der Altkatholischen Kirche der Niederlande
- Sander Gulien (* 1974), Comiczeichner
- Danny Vera (* 1977), Musiker, Songwriter und Radio-Moderator
- Elisabeth Willeboordse (* 1978), Judoka
- Nick van der Lijke (* 1991), Radrennfahrer
- Milan Vader (* 1996), Mountainbiker
- Thomas Houtepen (* 2002), Handballspieler

ebenso:
- Bløf, eine Rockgruppe (gegr. 1992)

## Persönlichkeiten, die am Ort wirkten
- Elisabeth von Braunschweig (1230–1266), Ehefrau des römisch-deutschen Königs Wilhelm von Holland; in der Abteikirche von Middelburg beigesetzt
- Caspar Heidanus (1530–1586), reformierter Theologe und Prediger
- Hans Lipperhey (≈1570–1619), deutsch-niederländischer Brillenmacher und Erfinder des holländischen Fernrohres (auch Galilei-Fernrohr genannt)
- Jacob Cats (1577–1660), Dichter und Politiker; ließ er sich als Rechtsanwalt in Middelburg nieder und übernahm wichtige Ämter in der Verwaltung
- Zacharias Janssen (≈ 1588–1631), Optiker, der großenteils in Middelburg wohnte
- Menasse ben Israel (1604–1657), sephardischer Jude, Gelehrter, Diplomat, Schriftsteller, Kabbalist, Drucker und Verleger; gestorben in Middelburg
- Karel Slabbaert (≈1619–1654), Maler und Zeichner; arbeitete zwischen 1634 und 1654 in Middelburg
- Thomas Gaal (1739–1817), Maler mit schottischen Wurzeln; gründete 1778 die Middelburger Zeichenakademie
- Wim van Heel (1922–1972), Hockeyspieler; gestorben in Middelburg
- Marinus Boezem (* 1934), Konzeptkünstler und Bildhauer; wohnt in Middelburg